# C'era una volta (album)
C'era una volta è il primo album in studio del rapper italiano Leon Faun, pubblicato il 25 giugno 2021 dalla Thaurus Music.

## Descrizione
I temi trattati in C'era una volta si rifanno ampiamente ai mondi e all'immaginario fantasy, come è possibile anche notare in vari riferimenti, tra cui il singolo Camelot, la quale rimanda esplicitamente alle leggende di Re Artù. Le basi variano da toni più fantasy e fiabeschi, come la già citata Camelot o Occhi lucidi, a pezzi pesanti e taglienti come OMG (freestyle) o La follia non ha età RMX, fino ad arrivare a canzoni più malinconiche come Le mie note o Freddie Vibes.

## Promozione
L'album è stato anticipato dal primo singolo Gaia uscito il 20 marzo 2020. Il 23 marzo dello stesso anno sarà la volta del videoclip diretto dal videomaker thaevil. L'11 dicembre viene invece pubblicato il singolo Occhi lucidi, promosso grazie un videoclip diretto da Sharif Elfishawi e uscito il giorno dopo.
L'album C'era una volta è stato annunciato al pubblico il 8 giugno 2021, tramite un post su Instagram nell'account del rapper per poi lanciare l'album il 25 dello stesso mese. Per promuoverne l'imminente uscita, il 16 giugno era stato diffuso il singolo Camelot.
Il 25 maggio 2022 il rapper ha pubblicato il singolo Pioggia inserito successivamente nella riedizione digitale dell'album.

## Tracce

### Edizione Standard
Testi di Leon de la Vallée, musiche di Alessio Marullo, eccetto dove indicato.
1. C'era una volta – 2:57
2. Camelot – 2:09 (musica: Duffy, Eiemgei)
3. Poi poi poi (feat. Madame) – 2:58 (testo: Leon de la Vallée, Francesca Calearo)
4. Alla luna – 3:16
5. Le mie note (feat. Ernia) – 2:35 (testo: Leon de la Vallée, Matteo Professione)
6. Come? – 2:03
7. Freddie Vibes – 2:29 (musica: Duffy, Sick Luke)
8. OMG (freestyle) – 2:52
9. Occhi lucidi – 2:24
10. La follia non ha età RMX (feat. Dani Faiv) – 2:50 (testo: Leon de la Vallée, Daniele Ceccaroni)
11. Gaia – 2:31
12. Ricordi bui – 1:20
13. Occhi lucidi - Orchestrale – 2:24 (musica: Duffy, Eiemgei)

Riedizione digitale del 2022
1. Pioggia – 2:38
2. C'era una volta – 2:57
3. Camelot – 2:09
4. Poi poi poi (feat. Madame) – 2:58 (testo: Leon de la Vallée, Francesca Calearo)
5. Alla luna – 3:16
6. Le mie note (feat. Ernia) – 2:35 (testo: Leon de la Vallée, Matteo Professione)
7. Come? – 2:03
8. Freddie Vibes – 2:29
9. OMG (freestyle) – 2:52
10. Occhi lucidi – 2:24
11. La follia non ha età RMX (feat. Dani Faiv) – 2:50 (testo: Leon de la Vallée, Daniele Ceccaroni)
12. Gaia – 2:31
13. Ricordi bui – 1:20
14. Occhi lucidi - Orchestrale – 2:24

## Formazione
Musicisti
- Leon Faun – voce
- Madame – voce aggiuntiva (traccia 3)
- Ernia – voce aggiuntiva (traccia 5)
- Dani Faiv – voce aggiuntiva (traccia 10)

Produzione
- Duffy – produzione
- Eiemgei – produzione (traccia 2, 13)
- Sick Luke – produzione (traccia 7)